# 26-я кавалерийская дивизия (формирования 1935 г.)
26-я кавалерийская дивизия (26-я кд) — воинское соединение в кавалерии в РККА Вооружённых Сил СССР.

## История
26-я кавалерийская дивизия образована в 1935 году в Украинском военном округе. Управление дивизии и все части находились в г. Славута. В мае командиром дивизии назначен Н. М. Шестопалов.
Дивизия вошла в состав 7-го кавалерийского корпуса. Управление корпуса находилось в г. Шепетовка Винницкой области Украинской ССР. Корпус состоял из 23, 26-й и 28-й кавалерийских дивизий.
В 1938 году 26-я кд расформирована.

## Полное название
26-я кавалерийская дивизия

## Подчинение
- 7-й кавалерийский корпус Украинского военного округа (… — 17.05.1935)
- 7-й кавалерийский корпус Киевского военного округа (17.05.1935 — 1938)

## Командование
Командиры дивизии:
- Шестопалов, Николай Михайлович, (05.1935-02.1936),
- Шкодунович, Николай Николаевич, (на 1936 гг.).

Заместитель командира дивизии по строевой части:
- Слышкин, Афанасий Никитович, полковник (07.1937-05.1938).

Начальник штаба дивизии:
- Симиновский, Моисей Исаакович, майор (уволен 3.03.1938).

Начальник оперативного отделения
- Макшаков, Александр Львович, майор (уволен 14.10.1937).

Начальник разведывательного отделения
- Великопольский, Юрий Владимирович, капитан (уволен 3.10.1937).

Начальник ВХС
- Масленников, Василий Васильевич, майор (уволен 3.03.1938).
- 102-й кавалерийский полк

Командир полка Крупнов, Леонид Иванович, майор (уволен 4.06.1938).
- 103-й кавалерийский полк

Командир полка полковник Баранов (?- 03.1938).
- 104-й кавалерийский полк

Командир полка Ахлюстин, Пётр Николаевич, полковник (27.04.1935-13.09.1937),
Грецкий, Михаил Михайлович, майор (уволен 8.07.1938).
- 26-й механизированный полк

Командир полка Веденеев, Николай Денисович, (11.35-06.1937),
Болотников, Николай Антонович (06.1937-02.1939).
- 26-й конно-артиллерийский полк
- 26-й отдельный сапёрный эскадрон
- 26-й отдельный эскадрон связи

## Состав
На 1935:
- управление дивизии
- 101 кавалерийский полк
- 102 кавалерийский полк
- 103 кавалерийский полк
- 104 кавалерийский полк
- 26 механизированный полк
- 26 конно-артиллерийский полк
- 26 отдельный сапёрный эскадрон
- 26 отдельный эскадрон связи

## Боевая деятельность
1935 год:
В 1935 формируется 7-й кавалерийский корпус Украинском военном округе. Управление корпуса находилось в г.Шепетовка районном центре Шепетовского района Винницкой области Украинской Советской Социалистической Республики. Корпус состоял из 23, 26-й и 28-й кавалерийских дивизий.
Управление 26-й дивизии и все части находились в г.Славута. Командир дивизии Н. М. Шестопалов.
27 апреля командиром 104-го кавалерийского полка назначен полковник П. Н. Ахлюстин.
В мае командиром дивизии назначен Н. М. Шестопалов.
Социалистическое соревнование пронизывало весь процесс боевой и политической подготовки личного состава округа. Оно проводилось под лозунгами: «Все коммунисты и комсомольцы — отличные стрелки!», «Ни одного отстающего в огневой подготовке!» и другими.
1936 год:
26-я кд (101, 102, 103, 104-й кп, 26-й мп, 26-й кап, 26-й осапэ, 26-й оэс). Командир дивизии Н. М. Шестопалов. Управление дивизии и все части в г.Славута.
В феврале командир дивизии Н. М. Шестопалов назначен на другую должность.
Командиром дивизии назначен Н. Н. Шкодунович.
В 1936 году по призыву Политуправления округа в стахановское движение включаются соединения и части округа. Звание стахановца присваивалось подразделениям, частям и соединениям, которые отлично изучили боевую технику, берегли военное имущество, экономили горючие и смазочные материалы
12 сентября
Шепетовские манёвры. 12 −15 сентября 1936 26-я кд участвовала в окружных тактических учениях. Цель учений — совершенствование боевой подготовки войск. Учения проходили в районе г. Шепетовка Винницкой области, г. Бердичев, г. Житомир. В учениях принимали участие соединения, сформированные в 1936 году. Руководитель учений был командарм 1 ранга И. Э. Якир, его заместителем был помощник командующего войсками округа по кавалерии комкор Тимошенко С. К. Партийно-политической работой на учениях руководил армейский комиссар 2 ранга Амелин М. П.. Штаб руководства возглавлял начальник штаба округа комдив Бутырский В. П.
Участники: с одной стороны — 7-й кавалерийский корпус (2-я, 23-я, 26-я кавдивизии) с приданными ему 15-й, 17-й механизированными бригадами и 135-й стрелково-пулемётной бригадой, 35-й истребительной авиаэскадрильей; с другой стороны — 8-й стрелковый корпус (44-я и 100-я стрелковые дивизии и 3-я кавалерийская дивизия) с приданными ему 12-й, 22-й механизированными бригадами, 34-й истребительной авиаэскадрильей. В стрелковых дивизиях и механизированных бригадах было 450 танков. В авиаэскадрильях было 56 самолётов.
На манёврах войска отрабатывали вопросы наступательного боя и организации подвижной обороны в условиях лесисто-болотистой местности, организации и проведения марша кавалерийского корпуса в предвидении встречного боя с конно-механизированной группой противника, прорыва оборонительной полосы с преодолением водной преграды, ведения подвижной обороны и управления войсками.
14 сентября. Механизированные части вели «бой» в сложных условиях. За два дня в ходе совершения манёвра они прошли до 100 км.
За большие успехи, достигнутые в освоении боевой техники, Совет Народных Комиссаров СССР наградил орденом Красной Звезды командира 26-й кд Н. Н. Шкодуновича.
1937 год:
26-я кд (101,102,103,104-й кп,26-й мп,26-й кап,26-й осапэ,26-й оэс).
Управление дивизии и все части в г.Славута.
Командир дивизии Н. Н. Шкодунович.
Начальник штаба дивизии майор М. И. Симиновский.
На вооружении дивизии были быстроходные лёгкие танки БТ, танкетки Т-37/38, легковые, грузовые, специальные автомашины, мотоциклы, тракторы, винтовки, револьверы и пистолеты, ручные, зенитные пулемёты, 45-мм пушки, бронеавтомобили БА, радиостанции, походные кухни.
10 мая должности заместителей командиров по политической части упразднены, а введены должности военных комиссаров.
В июне командир 26-го мехполка Н. Д. Веденеев назначен на другую должность.
В июне командиром 26-го мехполка назначен Н. А. Болотников.
В июле партийная комиссия КиевВО предъявила командиру 7-го кавкорпуса комдиву П. П. Григорьеву обвинение в связях с «врагами народа», рассказал в своих воспоминаниях командир 2-й кавдивизии комбриг А.Горбатова (в 1937). 22 июля комдив П. П. Григорьев уволен из рядов РККА.
24 июля бывший командир 7-го кавкорпуса комдив П. П. Григорьев арестован.
Командир 104-го кавалерийского полка полковник П. Н. Ахлюстин назначен командиром 23-й кд корпуса 7-го кк.
Командиром 104-го кавполка назначен майор М. М. Грецкий.
22 сентября образована Каменец-Подольская область.
Шепетовский район с районным центром г. Шепетовка входит в Каменец-Подольскую область.
Начальник отдела тыла 7-го кк майор И. П. Попко уволен из рядов РККА 9.10.1937.
3 октября начальник разведывательного отделения капитан Ю. В. Великопольский уволен из рядов РККА.
14 октября начальник оперативного отделения майор А. Л. Макшаков уволен из рядов РККА.
29 ноября «План развития и реорганизации РККА в 1938—1942 г.г.» был утверждён постановлением Комитета Обороны при СНК СССР. В этом плане значилось расформирование управления 26-й кд.
1938 год:
3 марта начальник штаба дивизии майор М. И. Симиновский уволен из рядов РККА.
3 марта начальник ВХС майор В. В. Масленников уволен из рядов РККА.
Полковник Баранов командовал 103-м кавполком до марта.
26-я кд расформирована в марте.
Командир 26-го мехполка Н. А. Болотников.
Командир 102-го кавполка майор Л. И. Крупнов уволен из рядов РККА.
3 июля командир 7-го кк полковник И. М. Сысоев уволен из рядов РККА.
В 1938 году 26-я кд была расформирована.